# Antoñita Moreno
Antonia Moreno Valiente est une chanteuse de flamenco espagnole, née le 9 janvier 1930 à La Puebla del Río vers Séville en Espagne. 

## Biographie
Antonia Moreno Valiente est née à La Puebla del Río, vers Séville le 9 janvier 1930, connue artistiquement comme Antoñita Moreno, est une chanteuse de ballades et actrice espagnole. Elle est baptisés dans la paroisse de Santa Marina de Séville la 'Calle San Luis', sa situation familiale était très différente de la plupart des artistes de l'époque, sa famille a des origines modestes.
Son grand-père, José Valiente, directeur d'une chorale à Séville, propose à ses parents, des études en alternance avec des cours de piano, de la guitare et de la mandoline, elle passe quatre années à étudier le chant avec Maître Pinto et la danse avec Eloisa Albeniz. 
Antoñita Moreno à 12 ans, commence à chanter dans les confréries de Séville et participe à des concours radiophoniques. 
À quinze ans, elle part pour Madrid et fait ses débuts dans une émission de variétés au 'Calderón Teatro' à Madrid, dans un spectacle de variétés mettant en vedette de grands noms du moment.
En novembre 1950, ses parents sponsorisent le spectacle écrit spécialement pour elle, elle joue à Londres notamment. La presse a consacré Antoñita Moreno comme un artiste professionnel. Une tournée triomphale dans toute l'Espagne. 
Célèbre chanteur de chansons, elle a enregistré de nombreux albums, elle est également une actrice de théâtre et a participé à plusieurs projets de films comme La Reina Mora en 1954, La lupa en 1955 ou El niño de las monjas en 1958.
Elle vit actuellement dans la province d'Alicante.

## Discographie
- 'La Muerte De Manolete'
- 'Historia De Un Amor'
- 'Carretera De Asturias'
- 'Coplas De Antonita Moreno'